# Une minute avant
Une minute avant est une émission de télévision française diffusée sur Canal+ à partir du 30 août 2010, au sein des Guignols.

## Principe
L'émission raconte ce qui s'est passé « une minute » avant un événement célèbre.
Les auteurs sont Lionel Dutemple, Julien Hervé, Philippe Mechelen et Benjamin Morgaine.
Stéphane De Groodt, Philippe Magnan, Constance Dollé et Emmanuel Garijo prêtent leurs voix à tous les personnages de la série.

### Liste des épisodes
| Numéro | Date                            | Titre                                                      |
| ------ | ------------------------------- | ---------------------------------------------------------- |
| 1      | 30 août 1506                    | La Joconde                                                 |
| 2      | 31 août 1997                    | La disparition de Lady Di                                  |
| 3      | 2 septembre 1945                | La capitulation du Japon                                   |
| 4      | 6 septembre 1522                | Le premier tour du monde                                   |
| 5      | 7 septembre 1953                | La succession de Staline                                   |
| 6      | 8 septembre 17 000 av. J.-C.    | La grotte de Lascaux                                       |
| 7      | 9 septembre 1996                | L'affaire Lewinsky                                         |
| 8      | 11 septembre 2001               | Les attentats du 11 septembre                              |
| 9      | 13 septembre 490 av. J.-C.      | Le premier marathon                                        |
| 10     | 14 septembre 1960               | L'OPEP                                                     |
| 11     | 15 septembre 1916               | Le premier char d'assaut                                   |
| 12     | 16 septembre 1822               | La traduction des hiéroglyphes                             |
| 13     | 17 septembre 1979               | Le premier fast food                                       |
| 14     | 19 septembre 1991               | La découverte d'Hibernatus                                 |
| 15     | 21 septembre 3300 av. J.-C.     | L'invention de l'écriture                                  |
| 16     | 22 septembre 1862               | L'abolition de l'esclavage                                 |
| 17     | 23 septembre 1895               | La première psychanalyse                                   |
| 18     | 24 septembre 1572               | La mort du dernier Inca                                    |
| 19     | 27 septembre 1981               | L'inauguration du TGV                                      |
| 20     | 28 septembre 980 av. J.-C.      | David contre Goliath                                       |
| 21     | 29 septembre 220 av. J.-C.      | La Grande Muraille de Chine                                |
| 22     | 30 septembre 2005               | Les caricatures de Mahomet                                 |
| 23     | 4 octobre 1957                  | Le premier Spoutnik                                        |
| 24     | 5 octobre 1962                  | Les Beatles                                                |
| 25     | 6 octobre 1889                  | Le Moulin rouge                                            |
| 26     | 7 octobre 1337                  | La guerre de Cent Ans                                      |
| 27     | 8 octobre 1908                  | Adolf Hitler refusé de l'Académie des beaux-arts de Vienne |
| 28     | 11 octobre 1802                 | L'invention du parachute                                   |
| 29     | 12 octobre 1492                 | La découverte de l'Amérique                                |
| 30     | 13 octobre 500 000 av. J.-C.    | La maîtrise du feu                                         |
| 31     | 14 octobre 1815                 | Napoléon exilé à Sainte-Hélène                             |
| 32     | 5 octobre 1793                  | Le procès de Marie-Antoinette                              |
| 33     | 17 octobre 789                  | La première invasion Viking                                |
| 34     | 18 octobre 1184 av. J.-C.       | Le cheval de Troie                                         |
| 35     | 19 octobre 789                  | La première attaque des Vikings                            |
| 36     | 20 octobre 2573 av. J.-C.       | La première pyramide d'Égypte                              |
| 37     | 21 octobre 1 milliard av. J.-C. | L’expulsion d’Adam et Ève du Paradis                       |
| 38     | 22 octobre 1625                 | Les Trois Mousquetaires                                    |
| 39     | 24 octobre 1929                 | Le krach de 1929                                           |
| 40     | 26 octobre 100 000 av. J.-C.    | L'homme devient bipède                                     |
| 41     | 27 octobre 12 000 av. J.-C.     | L'arche de Noé                                             |
| 42     | 28 octobre 1886                 | La Statue de la Liberté                                    |
| 43     | 30 octobre 1973                 | Le combat Ali vs Foreman                                   |
| 44     | 1 novembre 1890                 | Halloween                                                  |
| 45     | 2 novembre 65 000 000 av. J.-C. | La disparition des dinosaures                              |
| 46     | 3 novembre 1957                 | Laïka, la première chienne dans l'espace                   |
| 47     | 4 novembre 2008                 | Barack Obama                                               |
| 48     | 5 novembre 1974                 | L'invention de la carte bleue                              |
| 49     | 8 novembre 1980                 | Le premier DJ                                              |
| 50     | 9 novembre 1989                 | La chute du mur de Berlin                                  |
| 51     | 10 novembre 1200 av. J.-C.      | Les Dix Commandements                                      |
| 52     | 11 novembre 1920                | Le soldat inconnu                                          |
| 53     | 12 novembre 1847                | La première anesthésie                                     |
| 54     | 15 novembre 1892                | La découverte du tabac                                     |
| 55     | 16 novembre 1300                | Guillaume Tell                                             |
| 56     | 17 novembre 1869                | Le canal de Suez                                           |
| 57     | 18 novembre 1793                | Le musée du Louvre                                         |
| 58     | 19 novembre 1697                | Le masque de fer                                           |
| 59     | 22 novembre 1963                | L'assassinat de John Fitzgerald Kennedy                    |
| 60     | 23 novembre 2007                | Le couple Carla Bruni-Sarkozy                              |
| 61     | 24 novembre 1859                | La théorie de l'Évolution                                  |
| 62     | 25 novembre 1867                | La dynamite                                                |
| 63     | 27 novembre 1095                | La première Croisade                                       |
| 64     | 28 novembre 1789                | La guillotine                                              |
| 65     | 30 novembre 1974                | Lucy                                                       |
| 66     | 1 décembre 1955                 | L'affaire Rosa Parks                                       |
| 67     | 2 décembre 1993                 | La mort de Pablo Escobar                                   |
| 68     | 3 décembre 1563                 | Le Purgatoire                                              |
| 69     | 6 décembre 1933                 | La fin de la Prohibition                                   |
| 70     | 7 décembre 1941                 | Pearl Harbor                                               |
| 71     | 8 décembre 1980                 | L'assassinat de John Lennon                                |
| 72     | 9 décembre 1863                 | Le football                                                |
| 73     | 11 décembre 1961                | La guerre du Viêt Nam                                      |
| 74     | 13 décembre 1999                | La catastrophe de l'Erika                                  |
| 75     | 14 décembre 1782                | La première montgolfière                                   |
| 76     | 15 décembre 1178                | La tour de Pise                                            |
| 77     | 16 décembre 1821                | Le père Noël                                               |
| 78     | 24 décembre 1 av. J.-C.         | La naissance du Christ                                     |
| 79     | 3 janvier 1977                  | La révolution informatique par Steve Jobs                  |
| 80     | 4 janvier 1930                  | La ligne Maginot                                           |
| 81     | 5 janvier 5000 av. J.-C.        | Le dolmen                                                  |
| 82     | 6 janvier 1994                  | L'agression de Nancy Kerrigan par Tonya Harding            |
| 83     | 7 janvier 1452                  | Jeanne d'Arc                                               |
| 84     | 10 janvier 1863                 | Le métro                                                   |
| 85     | 11 janvier 49 av. J.-C.         | Le franchissement du Rubicon par Jules César               |
| 86     | 12 janvier 4000 av. J.-C.       | L'invention de la monnaie                                  |
| 87     | 13 janvier 1528                 | La pizza                                                   |
| 88     | 14 janvier 1914                 | Le travail à la chaîne                                     |
| 89     | 17 janvier 264 av. J.-C.        | Les gladiateurs                                            |
| 90     | 18 janvier 1770                 | La découverte d’Hawaï                                      |
| 91     | 19 janvier 95 av. J.-C.         | L’invention du pantalon                                    |
| 92     | 20 janvier 1892                 | L’invention du basket-ball                                 |
| 93     | 21 janvier 2001                 | George W. Bush                                             |
| 94     | 24 janvier 2008                 | L'affaire Kerviel                                          |
| 95     | 25 janvier 1924                 | Les premiers Jeux olympiques d'hiver                       |
| 96     | 26 janvier 1788                 | La découverte de l'Australie                               |
| 97     | 27 janvier 1926                 | La télévision                                              |
| 98     | 28 janvier 1887                 | La tour Eiffel                                             |
| 99     | 31 janvier 1948                 | La mort de Gandhi                                          |
| 100    | 1 février 1598                  | L'invention de l'opéra                                     |
| 101    | 2 février 1626                  | La fondation de New York                                   |
| 102    | 3 février 30 000 av. J.-C.      | La première coupe de cheveux                               |
| 103    | 4 février 1945                  | Yalta                                                      |
| 104    | 6 février 1958                  | Le crash de l'avion de l'équipe de Manchester              |
| 105    | 8 février 1861                  | La guerre de Sécession                                     |
| 106    | 9 février 1995                  | La traversée de l'Atlantique à la nage                     |
| 107    | 10 février 1996                 | La victoire de Deep Blue sur Gary Kasparov                 |
| 108    | 11 février 1858                 | Lourdes                                                    |
| 109    | 14 février 1680                 | La Saint-Valentin                                          |
| 110    | 15 février 595 av. J.-C.        | La tour de Babel                                           |
| 111    | 16 février 1959                 | Fidel Castro                                               |
| 112    | 17 février 1909                 | La mort de Geronimo                                        |
| 113    | 18 février 1986                 | La première greffe d'un cœur artificiel                    |
| 114    | 6 mars 1836                     | Fort Alamo                                                 |
| 115    | 8 mars 1911                     | Les empreintes digitales                                   |
| 116    | 9 mars 1959                     | La poupée Barbie                                           |
| 117    | 10 mars 1876                    | Le téléphone                                               |
| 118    | 11 mars 1978                    | La mort de Claude François                                 |
| 119    | 14 mars 1911                    | La scientologie                                            |
| 120    | 15 mars 44 av. J.-C.            | L'assassinat de Jules César                                |
| 121    | 16 mars 1850                    | La Mafia                                                   |
| 122    | 17 mars 1808                    | Le baccalauréat                                            |
| 123    | 18 mars 1962                    | La fin de la guerre d'Algérie                              |
| 124    | 21 mars 1996                    | La maladie de la vache folle                               |
| 125    | 22 mars 1894                    | L'invention du cinéma                                      |
| 126    | 23 mars 1748                    | Pompei                                                     |
| 127    | 24 mars 1910                    | Le dopage                                                  |
| 128    | 25 mars 1199                    | L'Inquisition                                              |
| 129    | 28 mars 1797                    | La première machine à laver                                |
| 130    | 29 mars 3500 av. J.-C.          | La roue                                                    |
| 131    | 30 mars 1867                    | Le rachat de l'Alaska par les USA                          |
| 132    | 31 mars 300 av. J.-C.           | Les courses de chevaux                                     |
| 133    | 2 avril 1792                    | Le dollar                                                  |
| 134    | 4 avril 31                      | Le premier miracle                                         |
| 135    | 5 avril 1994                    | La mort de Kurt Cobain                                     |
| 136    | 6 avril 507                     | Le premier exorcisme                                       |
| 137    | 7 avril 33                      | La crucifixion de Jésus                                    |
| 138    | 8 avril 130 av. J.-C.           | La Vénus de Milo                                           |
| 139    | 9 avril 2003                    | La chute de la statue de Saddam Hussein                    |
| 140    | 12 avril 1954                   | Le rock 'n' roll                                           |
| 141    | 13 avril 1970                   | L'incident d'Apollo 13                                     |
| 142    | 14 avril 1722                   | Les statues de l'île de Pâques                             |
| 143    | 15 avril 1912                   | Le Titanic                                                 |
| 144    | 26 avril 1986                   | Tchernobyl                                                 |
| 145    | 27 avril 1994                   | L'élection de Mandela                                      |
| 146    | 28 avril 1789                   | La mutinerie du Bounty                                     |
| 147    | 29 avril 1877                   | L'incendie de Montréal                                     |
| 148    | 2 mai 1887                      | Le triangle des Bermudes                                   |
| 149    | 3 mai 1968                      | Mai 68                                                     |
| 150    | 4 mai 64                        | Les premières lunettes                                     |
| 151    | 5 mai 1976                      | Le mouvement indépendantiste                               |
| 152    | 8 mai 1682                      | Le château de Versailles                                   |
| 153    | 23 mai 1934                     | Bonnie and Clyde                                           |
| 154    | 24 mai 1844                     | Le morse                                                   |
| 155    | 25 mai 1977                     | Star Wars                                                  |
| 156    | 26 mai 4000 av. J.-C.           | L’armée                                                    |
| 157    | 27 mai 1921                     | Le code de la route                                        |
| 158    | 30 mai 1300 av. J.-C.           | La terre promise                                           |
| 159    | 31 mai 1859                     | Big Ben                                                    |
| 160    | 1 juin 1938                     | Superman                                                   |
| 161    | 6 juin 1944                     | Le débarquement                                            |
| 162    | 7 juin 1929                     | Le Vatican                                                 |
| 163    | 8 juin 250 000 av. J.-C.        | Le premier enterrement                                     |
| 164    | 9 juin 815                      | La tauromachie                                             |
| 165    | 10 juin 1500 av. J.-C.          | Les douze travaux d’Hercule                                |
| 166    | 14 juin 1777                    | Le drapeau américain                                       |
| 167    | 15 juin 1963                    | Le premier hypermarché                                     |
| 168    | 29 août 2005                    | L’ouragan Katrina                                          |
| 169    | 1 septembre 789                 | L’école                                                    |
| 170    | 4 septembre 1998                | Google                                                     |
| 171    | 7 septembre 1922                | Le Brésil                                                  |
| 172    | 20 septembre 480 av. J.-C.      | Les 300                                                    |
| 173    | 26 septembre 1986               | Les Restos du Cœur                                         |
| 174    | 3 octobre 1992                  | La première rave party                                     |
| 175    | 10 octobre 1911                 | Le dernier empereur                                        |
| 176    | 11 octobre 1999                 | La téléréalité                                             |
| 177    | 17 octobre 1814                 | La première chirurgie esthétique                           |
| 178    | 25 octobre 1931                 | La condamnation d’Al Capone pour fraude fiscale            |
| 179    | 2 novembre 1979                 | La mort de Jacques Mesrine                                 |
| 180    | 7 novembre 1801                 | La pile électrique                                         |
| 181    | 21 novembre 100 000 av. J.-C.   | Le premier accouchement                                    |
| 182    | 29 novembre 1814                | L’hypnose                                                  |
| 183    | 5 décembre 1791                 | La mort de Mozart                                          |
| 184    | 13 décembre 2003                | L’arrestation de Saddam Hussein                            |
| 185    | Décembre 909                    | La prédiction de la fin du monde en 2012                   |
| 186    | 9 janvier 2007                  | L’iPhone                                                   |
| 187    | 14 janvier 2011                 | La chute de Ben Ali                                        |
| 188    | 23 janvier 1579                 | La Hollande                                                |
| 189    | 30 janvier 1130 av. J.-C.       | Samson et Dalila                                           |
| 190    | 21 février 1965                 | L'assassinat de Malcolm X                                  |
| 191    | 7 février 32 av. J.-C.          | Jésus marche sur l'eau                                     |
| 192    | 13 février 1960                 | La première bombe atomique française                       |
| 193    | 2 mars 486                      | Le vase de Soissons                                        |
| 194    | 20 mars 1969                    | Le mariage de John Lennon et Yoko Ono                      |